# Geely

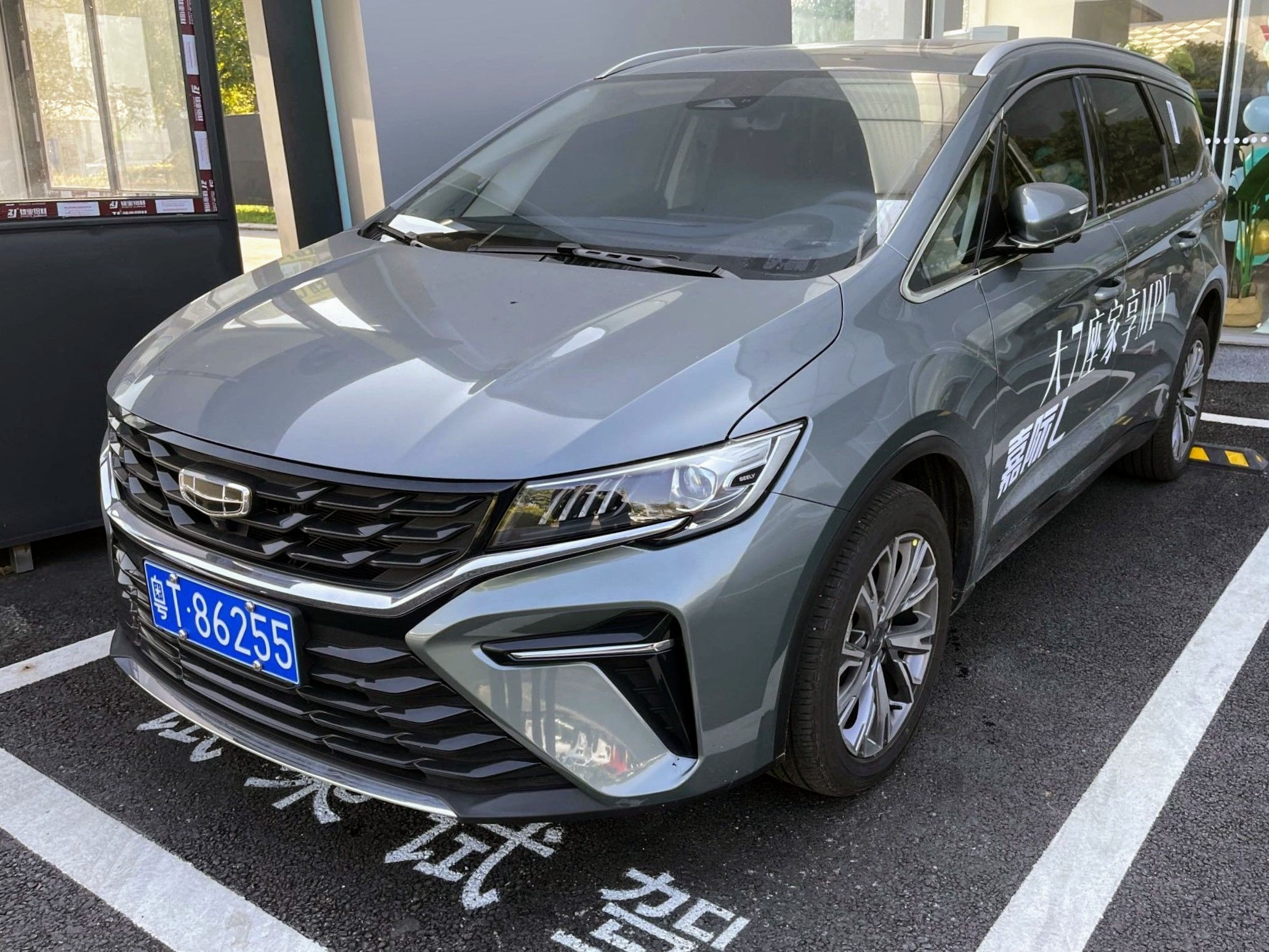
Geely Jiaji L

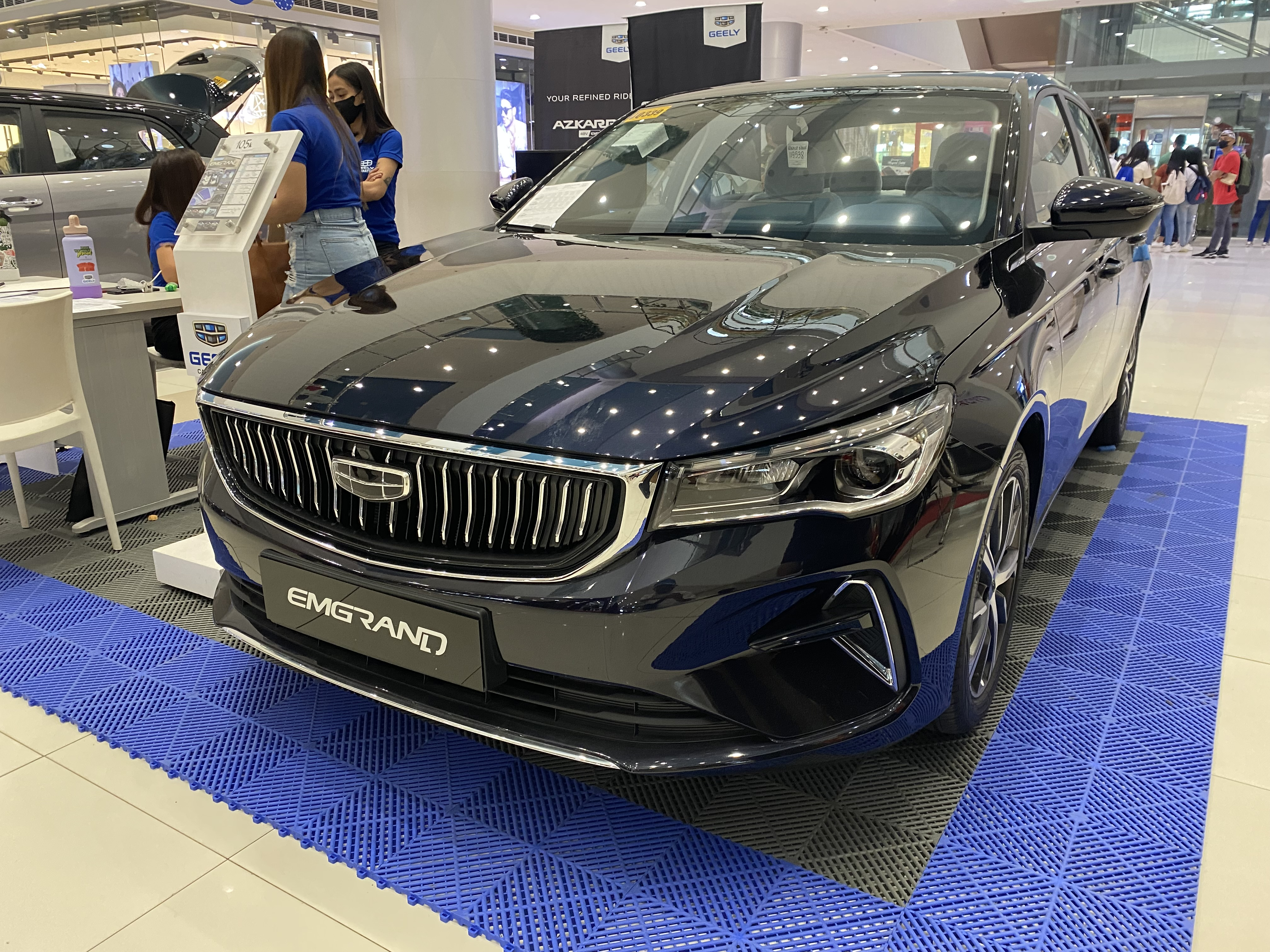
Geely Emgrand

Geely Automobile (chiń. upr. 吉利汽车; chiń. trad. 吉利汽車; pinyin Jílì Qìchē) – chiński producent samochodów osobowych z siedzibą w Hangzhou, w prowincji Zhejiang. Jest głównym oddziałem samochodowym koncernu Zhejiang Geely Holding Group.
Przedsiębiorstwo rozpoczęło działalność w 1986 od produkcji chłodziarek. Od 1992 wytwarzało części do motocykli, od 1994 kompletne motocykle, zaś od 1998 samochody osobowe.
Od połowy 2008 pojawiały się informacje, że koncern Geely prowadzi rozmowy z koncernem Ford Motor Company na temat możliwości odkupienia firmy Volvo, która ostatecznie została nabyta 29 marca 2010 za cenę 1,8 miliarda dolarów. W lutym 2013 koncern stał się właścicielem spółki The London Taxi Company.
W 2013 Geely poprzez spółkę BelGee rozpoczęło montaż pojazdów w Borysowskich Zakładach Samochodowych i Traktorowych Urządzeń Elektrycznych na Białorusi. Koncern planuje budowę nowych zakładów w okolicach Borysowa, których produkcja wyniesie docelowo 120 tys. aut rocznie.

## Modele samochodów
- Geely Emgrand(inne języki)
- Geely Emgrand L
- Geely Binrui
- Geely Xingrui
- Geely Binyue
- Geely Icon
- Geely Boyue
- Geely Boyue L
- Geely Haoyue Pro
- Geely Haoyue L
- Geely Xingyue L
- Geely Jiaji

### Historyczne
- Geely Beautyleo
- Geely Borui
- Geely BL
- Geely CD
- Geely Emgrand EV7
- Geely Emgrand GL
- Geely Emgrand GS
- Geely Emgrand S
- Geely Englon TX4
- Geely Englon SC6
- Geely Englon SX5
- Geely Gleagle GC3
- Geely Gleagle GC5
- Geely Gleagle Panda
- Geely GX7
- Geely GX9
- Geely Haoqing
- Geely LC
- Geely Kingkong(inne języki)
- Geely Meirie
- Geely Vision
- Geely Vision S1
- Geely Vision X1
- Geely Vision X3
- Geely Vision X6

## Silniki
| Model       | Dokładna pojemność | Moc silnika | Rok  |
| ----------- | ------------------ | ----------- | ---- |
| JLC-4G15    | 1498cm3            | 103-106KM   | 2016 |
| JLY-4G15    | 1498cm3            | 98-106KM    | 2009 |
| JLC-4G18    | 1799cm3            | 131-133KM   | 2016 |
| JLY-4G18    | 1792cm3            | 125-133KM   | 2007 |
| JLD-4G20    | 1997cm3            | 136-141KM   | 2010 |
| JLD-4G24    | 2378cm3            | 148-156KM   | 2010 |
| JLE-4G18TD  | 1799cm3            | 163KM       | 2015 |
| JLE-4G18TDB | 1799cm3            | 184KM       | 2017 |
| JLH-3G15TD  | 1477cm3            | 150-180KM   | 2018 |
| JLH-4G20TDB | 1969cm3            | 238KM       | 2019 |
| MR479Q      | 1342cm3            | 84KM        | 1998 |
| MR479QA     | 1498cm3            | 94KM        | 2000 |